# Štirovnik
Štirovnik je nejvyšší hora pohoří Lovćen, nacházející se v Černé Hoře poblíž Kotorského zálivu. Hlavním stavebním prvkem hory je vápenec. Na vrcholu se nachází telekomunikační věž a samotný vrchol není pro přítomnost armády turisticky přístupný. Hora Štirovnik nedosahuje popularity vedlejšího vrcholu Jezerski vrh, jenž je o takřka 100 metrů nižší.